# Wifiway
Wifiway es una distribución GNU/Linux en formato *.iso con funcionalidades de LiveCD y LiveUSB pensada y diseñada para la auditoría de seguridad de las redes WiFi, Bluetooth y RFID.
Incluye una larga lista de herramientas de seguridad y auditoría inalámbrica listas para ser utilizadas, especializadas en la auditoría inalámbrica, además de añadir una serie de útiles lanzadores.
Aunque está influida por inicio de varios desarrollos, algunos muy populares como es el caso de Wifislax, se debe destacar que Wifiway no está basada en otras distribuciones sino que se realizó usando Linux From Scratch. Además los autores que trabajan actualmente en el desarrollo de esta distribución GNU/Linux son los mismos que desarrollaron Wifislax.
En mayo de 2022 se lanzó una nueva versión de Wifiway basada en Slackware con Xfce pensado para equipos con pocos recursos, con menos herramientas en comparación con Wifislax. Solo está disponible para arquitectura de 32 bits y se reinició el versionado a 1.0. La última versión del anterior Wifiway es la 3.4.